# Вале-де-Жанейру
Вале-де-Жанейру (порт. Vale de Janeiro)  —  район (фрегезия) в Португалии,  входит в округ Браганса. Является составной частью муниципалитета  Виньяйш. По старому административному делению входил в провинцию Траз-уж-Монтиш и Алту-Дору. Входит в экономико-статистический  субрегион Алту-Траз-уш-Монтеш, который входит в Северный регион. Население составляет 170 человек на 2006 год. Занимает площадь 14,98 км².